# Dagmar Neubauer

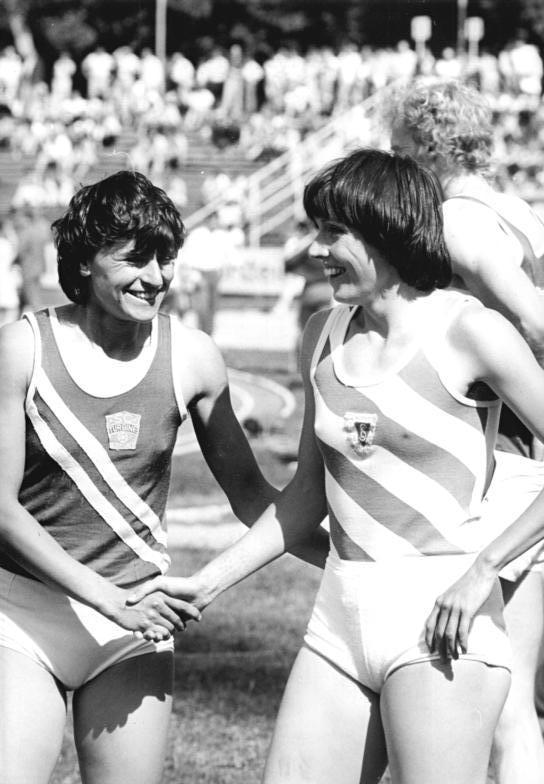
Dagmar Neubauer tillsammans med Bärbel Eckert

Dagmar Neubauer (f. Rübsam) född den 3 juni 1962, är en tysk före detta friidrottare som under 1980-talet tävlade för Östtyskland på 400 meter.
Neubauers första mästerskap var EM 1982 där hon deltog både individuellt på 400 meter och i stafett 4 x 400 meter. Individuellt slutade hon på sjätte plats men i stafett blev det guld. Senare samma år i september var hon med i det östtyska lag som noterade tiden 3.19,04 på 4 x 400 meter vilket innebar ett nytt världsrekord.
Neubauer deltog även i VM 1983 i Helsingfors där hon slutade sjua på 400 meter, men guld i stafett. Hennes bästa år var 1984, men på grund av östblockets bojkott av de Olympiska sommarspelen 1984 i Los Angeles kunde hon inte delta. Under året satte hon personligt rekord på 400 meter med tiden 49,58 och vid tävlingar i Erfurt var hon tillsammans med Marita Koch, Sabine Busch och Gesine Walther med i det östtyska lag som sprang 4 x 400 meter på 3.15,92. En tid som fortfarande räknas som den tredje bästa någonsin på distansen. 
Neubauer deltog även vid VM 1987 där hon inte gick vidare till final på 400 meter. Däremot försvarade Östtyskland sitt guld på 4 x 400 meter. Hennes sista större mästerskap blev Olympiska sommarspelen 1988 i Seoul där det blev brons i stafett. Både Sovjetunionen, som vann, och USA, som blev tvåa, underskred Östtysklands världsrekord från 1984.